# 水原茂
水原 茂（みずはら しげる、1909年〈明治42年〉1月19日 - 1982年〈昭和57年〉3月26日）は、香川県高松市出身のプロ野球選手（内野手）・監督、解説者・評論家。
1955年から1959年の登録名は「水原 円裕（みずはら のぶしげ）」。

## 概要
現役時代は東京巨人軍（1947年より読売ジャイアンツ、以下巨人）で活躍し、引退後は巨人、東映フライヤーズ、中日ドラゴンズの監督を歴任した。巨人監督時代の在任11年間で8度のリーグ優勝、4度の日本一に輝き、セ・パ両リーグでチームを日本一に導いた（セ - 巨人、パ - 東映）。

## 経歴
幼少時に両親が離婚、父親が入り婿になり再婚した先の「水原」姓になったという。野球を始めたのも、実家の環境からの気晴らしであったという。

### 現役時代
香川・旧制高松商業学校（現香川県立高松商業高等学校）時代は、先輩・宮武三郎（のちの阪急初代主将）とともに甲子園に出場。投手・三塁手として名をはせる。甲子園では1925年夏と1927年夏の2回、全国優勝を達成した。水原と宮武はともに慶應義塾大学に進み、チームメートとして、また、先輩・後輩の関係が続いた。慶應時代は六大学野球のスター選手（三塁手、投手）として人気を博し、春秋通算で5度のリーグ優勝。しかし、「リンゴ事件」の他、麻雀賭博で検挙され、野球部を除名された。打者としてリーグ通算63試合出場、193打数48安打、打率.249、0本塁打、24打点。投手として通算30試合登板、13勝8敗。野球部は除名処分となったものの、水原はのちに慶應義塾大学の慶應スポーツ新聞会が発行している学生新聞「慶應スポーツ」の題字を担当している。

水原と三原の銅像

早稲田大学の三原脩とは、プロに進んで以降もライバルであり、ともに監督として日本シリーズを戦った。特に1956年から1958年にかけて、3年連続で水原率いる巨人と、三原率いる西鉄が日本シリーズで対戦、「巌流島の対決」と呼ばれた（詳細は後述）。1931年6月14日の早慶戦2回戦に登板した際には、三原に満場の度肝を抜くホームスチールを成功されている。
水原は、1931年と1934年の大リーグ選抜来日時には全日本チームのメンバーに選ばれた。1936年秋に巨人に入団すると、前川八郎に代わって三塁手のレギュラーとなる。以降、二番または三番の上位打線を打ち、1937年秋季リーグでは打率.290、31打点といずれもチーム2位を記録した。また、沢村栄治が応召で退団した1938年には秋季リーグで投手も務め、スタルヒンに次ぐ8勝（2敗）を挙げ、防御率1.76とリーグ2位に付けた。1939年からは主将を務め、1940年はベストナイン、1942年には応召によってシーズン途中の8月で途中離脱したにもかかわらず、人望があったということで最高殊勲選手に選ばれている。
戦争ではアジア大陸に渡り、シベリア抑留を経験。1949年7月20日に舞鶴港に帰国。4日後の10:30に東京駅に列車で到着したその足で後楽園球場に行き、そこで行われる巨人対大映戦（ダブルヘッダー）の試合前、「水原茂、ただいま帰ってまいりました」の言と共に帰還をファンに報告する。水原は既に40歳になっていたが、ファンからの水原のプレーを見たいとの声を受けた読売本社からの要請を受けて、現役に復帰する。しかし、シベリア抑留中に極度の栄養失調に陥っていたこともあり、衰えは隠せず復帰したシーズンは公式戦には出場せず、二リーグ制となり、監督に就任した1950年は兼任監督となったが、わずか7試合の出場に留まった。

### 読売ジャイアンツ監督

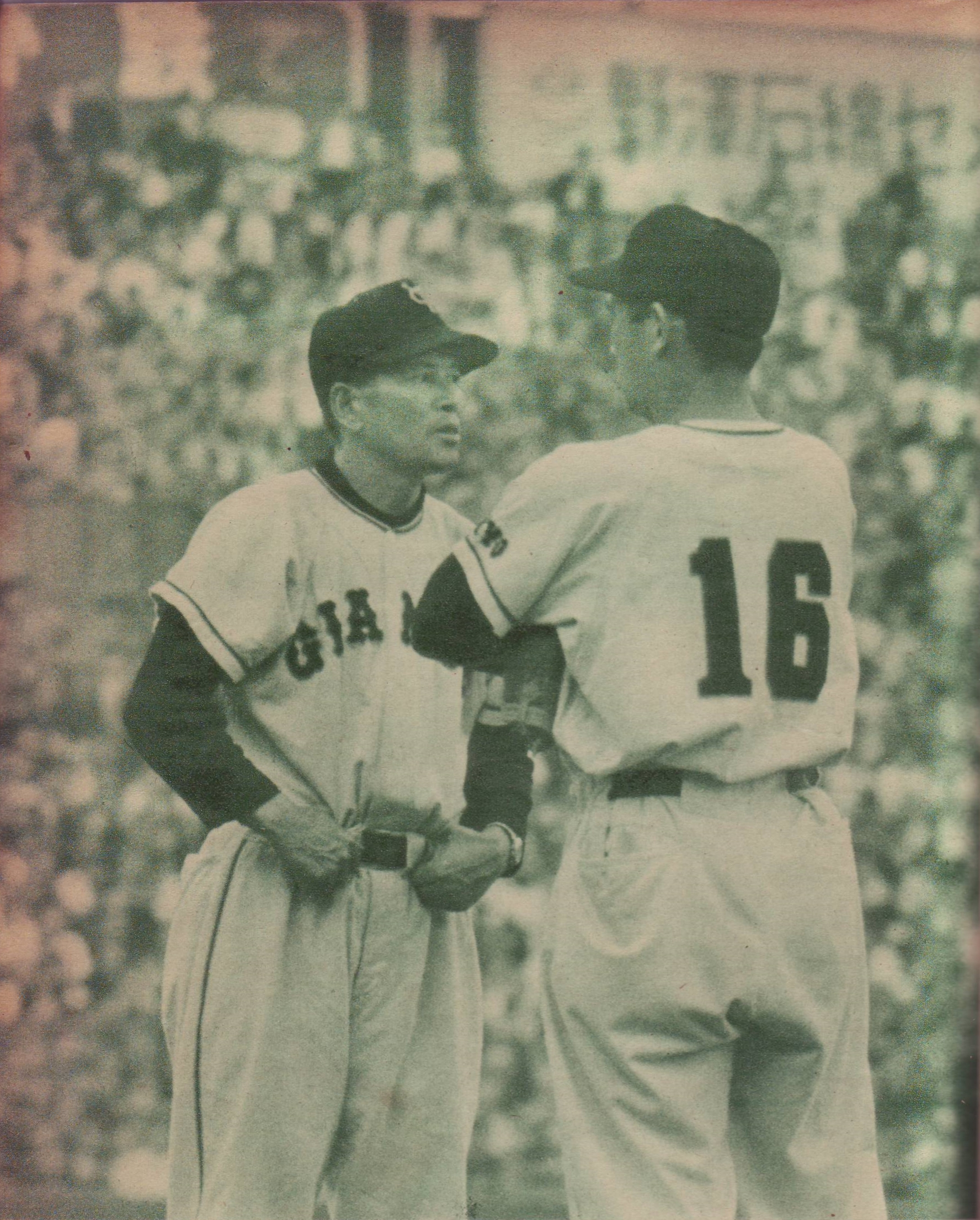
巨人監督時代。右は川上哲治（1956年）

1949年シーズン終了後、巨人選手たちが三原監督に対する排斥騒動を起こし、その流れに押され12月31日に監督に就任することが発表された。1949年にチームを戦後初優勝に導いた三原は総監督に異動となる。これは三原の水原への扱いに対して不満を持っていた選手の大半がクーデターを起こして、事実上指揮権を奪ったというのが定説となっている。水原自身はこの謀議にはかかわっておらず、「優勝に導いた監督が辞めさせられるのは筋が通らない」と監督就任に反対していたという。
選手兼任監督だった1950年は3位に終わるが、1951年から1953年までリーグ3連覇・日本一となり、巨人の「第二期黄金時代」を築く。選手には川上哲治、千葉茂、与那嶺要、広田順、別所毅彦ら名選手が揃っていた。しかし、1954年は杉下茂擁する中日ドラゴンズにペナントを奪われて2位となり優勝を逃している。
この間、水原の監督就任4年目にあたる1953年からユニホームに黒とオレンジのチームカラーを導入した（MLBのニューヨーク・ジャイアンツを参考にしたもの）。
再び独走でリーグ優勝を達成して臨んだ1955年の日本シリーズは南海と4度目の対戦になった。巨人は第1戦に勝利したが第2戦から3連敗を喫し、シリーズで初めて王手をかけられる。水原は第5戦に当たって、捕手を広田順から藤尾茂へ、二塁手を千葉茂から内藤博文へ、左翼手を樋笠一夫から加倉井実へと若手選手を抜擢する賭けに出ると、これらの選手が活躍して3連勝して逆転日本一を達成した。1955年オフに球団社長に就任した品川主計は水原とそりが合わず、品川は水原を「権威（正力松太郎）に甘える男」と思い込むと、水原は品川を「素人のくせに」と反発するなど、ことごとく二人は対立した。
翌1956年もリーグ優勝を達成すると、日本シリーズの対戦相手はライバルの三原脩率いる西鉄ライオンズとの対戦となり、これはマスコミから（三原の巨人退団の経緯を踏まえて）「巌流島の決戦」と喧伝される。シリーズ前の下馬評では巨人有利とされていたが、稲尾和久・中西太らの若い力に圧倒され、2勝4敗で敗れた。ここで、品川は若返りのための組織の一新としてチーム改革を主張し、投手コーチ・谷口五郎、二軍監督・藤本英雄、コーチ・内堀保の更迭、平井三郎と南村侑広の現役引退を打ち出す。水原は反対するが、藤本は投手コーチ、新田は二軍監督、内堀は二軍助監督とコーチ陣の異動が行われた。
1957年もリーグ優勝したものの日本シリーズでは続けて西鉄ライオンズに敗れる。2年連続で日本シリーズ敗退した上でに、対戦成績は1分4敗で1勝も挙げることなく敗れたため、読売内部から水原の手腕を問う声が高まる。品川は藤本英雄・谷口五郎の両コーチの解任と平井三郎・南村侑広の現役引退を決めるが、水原は藤本の解任に反対した。同年12月6日に水原は品川と会談するが、品川の気持ちが変わらないことを知って、「コーチが悪いのは監督にも責任がある。藤本をやめさせるなら、自分も身を引く。」と辞意を漏らす。巨人球団オーナー・正力松太郎は国家公安委員会委員長を務めており、水原を人事院ビルにあった国家公安委員長室に呼びつけた。正力は品川のコーチ解任人事について、水原に新任コーチの人選を認めることを条件に受け入れるよう命じ、水原はこれを聞いて監督の辞任を撤回する。だが、これを聞いた品川球団社長はその場にいたマスコミの前で「きみは虎の威を借る狐だ。ワシに謝れ」と水原をなじり、正力の仲裁で何とかその場を収めた。この修羅場は「人事院騒動」あるいは「謝れ事件」と報道された。結局、藤本・谷口両コーチは更迭され、水原は現役引退した中尾碩志・樋笠一夫を後任のコーチに据えた。
1958年の日本シリーズは三原の西鉄ライオンズと3度目の対決となった。第1戦から巨人は3連勝して王手をかけるが、明け方まで降り続いた雨のために第4戦は中止。しかし試合開始前に雨は上がっており試合に耐えるグラウンドコンディションだったという。九州各地からバスで観戦に向かうファンたちに配慮しての中止決定とする西鉄側を巨人と水原は執拗に抗議したが認められなかった。その第4戦を落としたものの第5戦は9回表を終わって1点のリード。しかしその裏西鉄の代打小淵泰輔の三塁線への打球を二出川延明塁審がフェアと判定したことに水原・三塁手長嶋茂雄がファウルだと抗議、結局判定は覆らずその後関口清治がセンターにタイムリーヒットを放って同点、延長10回に稲尾和久のサヨナラ本塁打（シリーズ史上初）で試合を落とした。さらに第6戦開始前に西鉄が先発メンバーの変更を申し出（当時は前日に先発メンバーを発表）、これを巡って両軍はもめ、井上登コミッショナーを挟んで悠然と座る三原と苦虫をかみつぶしたような表情の水原が対峙する写真が残っている。この騒ぎで試合開始が遅れ、調整に混乱させられた先発藤田元司が初回に中西太に決勝打となる先制2ランを浴びこの試合も敗れ、稲尾の4連投で4連勝を挙げた西鉄に史上初の3連敗4連勝を許してしまった。水原は辞意を表明するが、これに対して品川は「このまま引き下がってはきみの負けだ。こうなったら何としても西鉄を破るのが男ではないか」と引き止める。水原は品川の慰留の言葉を涙を流して聞いたという。
この年のオフ、投手の別所毅彦が契約更改で登板数の保障を求めたことに、「選手の起用は監督の専権事項」と強く批判。この対立はマスコミを賑わせたが、最終的に別所が誤りを認めて謝罪、水原もできるだけ別所の意向に沿うように努めることで決着した。ここまで通算294勝を挙げていた別所は、ヴィクトル・スタルヒンの持っていた通算勝利記録（303勝）の更新を目標としており、登板機会を増やしたいという意図があったとされる。
1959年もリーグ優勝を果たすが、今度は杉浦忠を擁する南海ホークスの前に4連敗を喫す。日本シリーズは1958年第4戦から翌1959年第4戦まで8連敗になり、巨人監督としては原辰徳（2020年）が9連敗で更新されるまではワースト記録だった。
そして、1960年には三原が同じセ・リーグの大洋監督に就任し、マスコミから巌流島の決戦再びと喧伝される。三原は巧みな選手起用で6年連続最下位だった大洋のチーム力を引き上げた。この年のセ・リーグは混戦であったが、9月中旬以降巨人と大洋が抜け出し激しい優勝争いを繰り広げ、最終的に巨人は大洋に屈してリーグ優勝を逃し2位となる。リーグ優勝が絶望となった10月、水原は試合終了後カメラマンから執拗に写真を取られたことに激怒して、そのカメラマンを殴りつけてフィルムを取り上げた。水原は5年連続で日本一を逃す結果となり、正力オーナーの水原に対する評価も下落。11月19日に「グラウンドの恥は、グラウンドでそそぐ」との名言を残して水原は巨人の監督を辞任した。
これは実質的な解任で、解任は同年シーズン終了後、当時の高橋球団社長から告げられた。同時に背広組として残留の要請をうけたが、給料は半額の10万円を提示され、水原は不服をあらわにした。社長は「君も10万円なりの暮らしをすることだな」と、にべもなかった。球団に残るなら功労金1千万円も保証されたが、水原が夫人に相談すると、夫人は「そんな屈辱はないじゃありませんか」と夫に断るように言った。水原は退団を選び、功労金は支払われなかった。
同年は投手陣の不調と駒不足もあり、新人の堀本律雄を69試合に登板させるなど酷使。堀本は29勝18敗の大活躍で最多勝・新人王を獲得したが、この投げすぎがたたって間もなく肩を壊し、わずか6年で引退した。堀本の引退時に水原は「君には、全く申し訳ないことをしてしまった。俺が君の寿命を縮めてしまったようなものだ。俺がもっと君の登板に配慮しておれば、君はもっともっと稼ぐ事ができたのに」と述べたと言う。堀本は「私はこの水原さんの一言に救われた」と語っている。当時の巨人の選手だった広岡達朗は、1人や2人の突出した選手に頼るのではなく、長いシーズンを見通した投手陣の整備と起用が必要だったと記している。

### 東映フライヤーズ監督

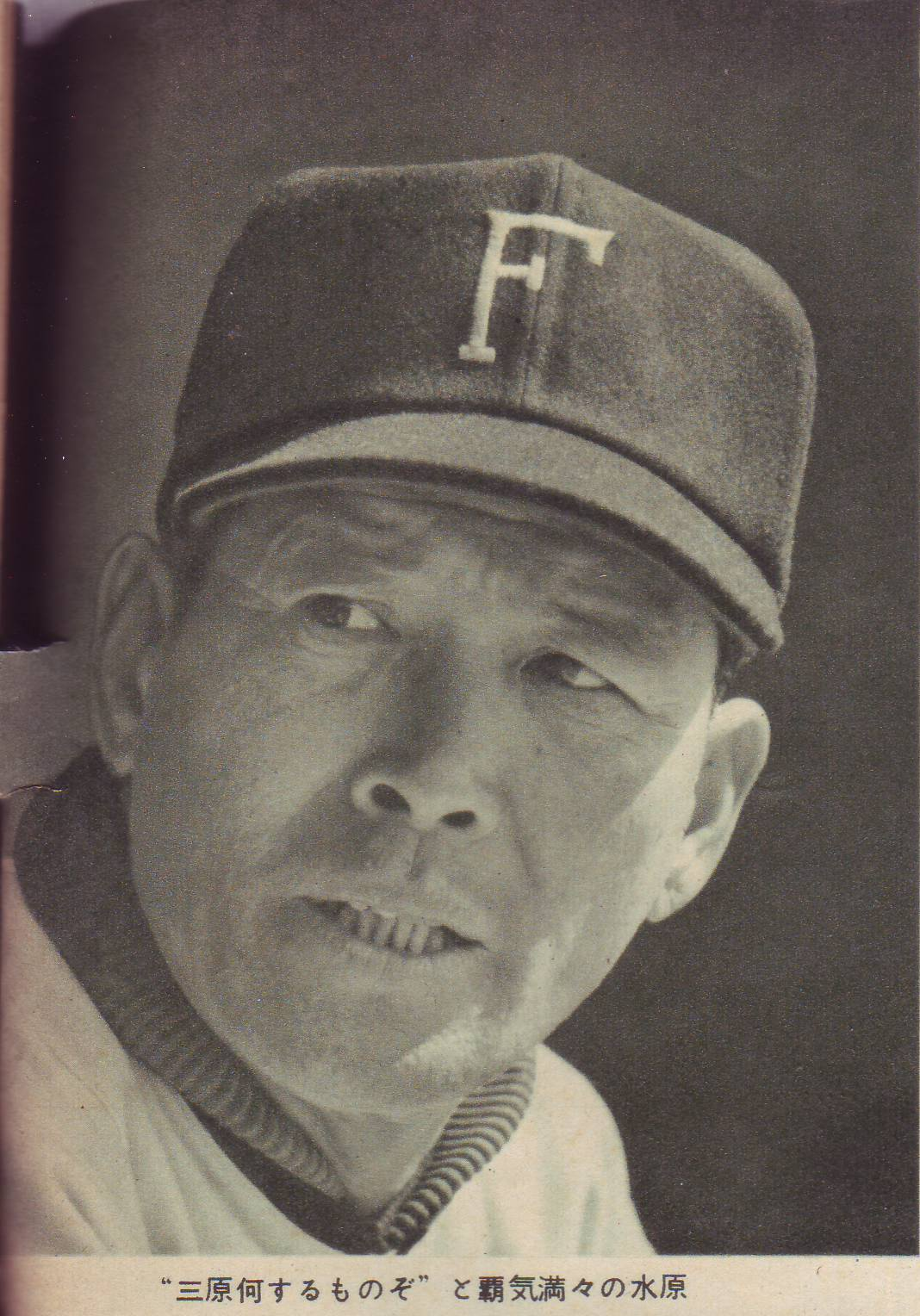
東映フライヤーズ監督時代（1961年）

1960年12月8日に東映フライヤーズのオーナー大川博に「金は出すが、口は出さない」と口説かれて東映監督に就任。水原は着任とともに、ユニフォームを自らデザインして頭文字のFを飛翔する鳥を摸したデザインになっている胸ロゴなどスタイリッシュな物に変更させた。このユニフォームは色づかいが巨人と似ていた（帽子・アンダーシャツなどの色は巨人が黒・東映は焦げ茶）ことや、水原が巨人時代と同じく三塁コーチも兼任していたため、「巨人の水原じゃないか?」と錯覚したファンも少なくなかったようである。
それまで東映は当時万年Bクラスに甘んじていたが、1961年に水原は就任1年目で南海ホークスとシーズン終盤まで優勝争いを繰り広げ2位に上げた。前年9勝を挙げていたがショートリリーフが中心だった久保田治を土橋正幸が先発した次の日の登板させて25勝、お山の大将でわがまま放題で誰も触らなかった山本八郎に対して例外扱いせず、「プロ野球というはチームが勝たなきゃ何にもならんのだ。ホームラン王、首位打者を獲っても20勝してもチームがBクラスじゃ給料上がらん。いかに一致団結して邁進するか、いかにチームのために自分を殺すかだ。」と説教した。張本勲は「やっぱり全然違うなと思いましたね。」と回顧している。同年は9月初めに勢いが落ちた南海に代わりに首位に浮上し、一度は初優勝が目前に迫る。ところが、優勝争いに慣れない面々は守備でエラーを連発するなど誤算が続出し、最終的に息切れし南海の優勝を許した。83勝52敗5分けの貯金31は球団史上最高、張本が首位打者、土橋が30勝、久保田が25勝、西園寺昭夫はリーグ最多の97得点、毒島章一もリーグ最多の11三塁打と投打が噛み合ってきた。
1961年オフには大規模な補強を敢行。浪商2年生だった尾崎行雄を中退させて入団させると、早慶戦で活躍した安藤元博、立教大の青野修三、芝浦工大の岩下光一らも獲得。尾崎はエースとして活躍し、青野、岩下は二遊間を組んでレギュラーとなるなど、補強は成功。張本が打率333（リーグ4位）、31本塁打、99打点（共にリーグ2位）でMVP、久保田が防御率2.12で最優秀防御率、尾崎行雄が20勝を挙げて新人王と、それぞれタイトルを獲得し、チームはリーグ優勝を果たした。日本シリーズでは藤本定義率いる阪神タイガースと対戦。第1戦と第2戦に連敗し、日本シリーズ10連敗となるが、第3戦に引き分けると、第4戦から4連勝して日本一を達成する。第1戦、第2戦で先発だった土橋は第3戦以降は救援に回って2勝を挙げて種茂雅之と共にMVPを獲得、第3戦からはデータ研究に長けていた安藤順三から種茂に捕手を変えると、種茂は思い切ったリードで投手の力を引き出し、打っても殊勲打を放った、第7戦では主砲張本を守備固めの選手と交代させるなど非情な采配でチームを引き締めた。以後1967年まで監督を務めて、常にAクラスを保った。張本は「私はいつも言うけど80年以上のプロ野球の歴史の中で、名将と言えるのは、三原脩さん、水原さん、鶴岡さん、川上哲治さん、この4人だと思うんですよ。優勝して、その後もっと戦力を上げたいじゃないですか。補強もしたい。そのためにはお金も使いたい。ムダなお金じゃないんだから。ところが球団が聞く耳を持たなかったから水原さんは去っていくわけです。東映に7年いらっしゃて、最後の2年ぐらいは我慢したそうなんですよ。」と回顧している。
1965年頃にオープン戦で韓国に遠征した際、あるゲームで大杉勝男が韓国のノンプロチームをひいきする地元審判の露骨なジャッジに腹を立てて悪態をついたのを見るや、水原は大杉を呼びつけるなりビンタを飛ばした。これを見た韓国の観客は水原の行動に心服し涙したという。
1965年に捕手のレギュラーに定着した白仁天を、水原は翌1966年に外野手に転向させる。1967年には新人の大下剛史をショートのレギュラーに抜擢し、大下自身も「オヤジ（水原監督）には感謝している」と語っていた。
毒島章一は「水原さんは勝負師というかな、勝つためにどうしたらいいか、ということがしっかりしてる。そういう人が来て初めて、チームワーク、勝つことに対する執念が出てきた感じでした。で、その上で細かい野球をやる。それまではわりかし自由で、大雑把な野球でね」と語っている。土橋正幸は「水原は血もない涙もない監督だった。でも、監督はそれぐらいじゃないとダメ、優勝できないね。私は結婚して、仲人、水原だったけど、シーズン中、水原と会話もなかったし、一度も褒められたことがない」と語っている。
1967年11月25日に大川オーナーから監督の解任を通告された。

### 中日ドラゴンズ監督
1968年11月6日に監督に就任し、1969年から1971年まで中日の監督を務める（3年目1971年の62歳で開幕を迎えたシーズンでの監督在任は、2011年オフに高木守道が就任するまで球団史上最年長）。就任時には中京財界の要人を複数従え、そのことが球団内での立場を強くした。在任中には4位、5位、2位と優勝は果たせなかったものの、星野仙一、島谷金二、谷沢健一といった若手の選手育成に心血を注ぎ、自身をヘッドコーチとして支えた後継監督の与那嶺要による、巨人のV10を阻む1974年の優勝の土台を作った。その一方で1年目に確執のあった江藤慎一をチームから放出している。
水原の下でプロとして開花した星野は、ルーキーイヤーのある日の巨人戦で打ち込まれ敗戦投手となることがあった。星野は首脳陣に「明日も投げさせてください。必ずリベンジしてみせます!」と直訴した。コーチたちは連投に難色を示したが、水原は「仙が投げたいといっているんだ、投げさせてやれ!」といって翌日の巨人戦でも先発した。連投の星野はかなりいいピッチングをしたが、打線の援護なくまたしても敗戦投手になってしまった。面目を失ったと思いダグアウトでうなだれている星野に、そっと手を差し出す人間がいて顔をあげると水原であった。水原は星野に「よくやった。いいか、プロの世界というのは、やられたらかならずやり返す。この精神を忘れるな。それがもてなくなったらプロとしては終わる。今日のことは決して忘れるな。よくやった」といった。星野は「水原さんのあのときの握手してもらったときの手のあたたかさは今でも昨日のことのようにおぼえています。プロの精神を自分は水原さんから教えてもらいました」と言っている。
また、水原は東映に続いて中日でもユニフォームのデザインを担当している。当時MLBでは鮮やかなユニフォームが全盛を迎えており、鮮やかな赤いユニフォームを纏い来日して日本のファンに衝撃を与えたセントルイス・カージナルスにあやかろうと思ったが、自身は1950年 - 1951年の巨人、球団も前年に赤いユニフォームで失敗しているためこれに代えて鮮やかなスカイブルーとを導入、赤は差し色として使用した。さらに胸ロゴの「Dragons」は1966年までのロゴに近いデザインながら、髭をoの下までだったのをロサンゼルス・ドジャースのように頭のDの下まで伸ばしたものに変更しており、この意匠はその後のユニフォームにも継承されることとなる。
1971年10月4日に公式戦終了とともに中日監督を辞任し、監督業からも引退することを表明しユニホーム生活に別れを告げた。水原の監督最終日の第一試合の相手はライバル・三原率いるヤクルトアトムズだった。この試合に水原中日は勝利し1971年の対ヤクルト戦成績を12勝12敗2分の五分とした。第二試合の大洋ホエールズ戦終了後、水原はナインから胴上げされた。

### 晩年
1968年、1972年以降は東京放送（TBSテレビ・TBSラジオ）専属野球解説者として活動した。1968年はスポーツニッポン野球評論家、1972年以降は日刊スポーツ野球評論家も務めた。1977年野球殿堂入り。
1982年2月に吐血して入院、同年3月26日、肝不全のため東京都新宿区の東京女子医科大学病院で死去、73歳没。1947年に腸チフスで現役中に急逝し背番号4が永久欠番となった黒沢俊夫に次ぐ、史上2人目の読売巨人軍の球団葬として行われた。墓所は横浜市鶴見總持寺。

## 選手としての特徴
三塁手として深い守備位置からの幅広い守備範囲を誇る一方、強い肩と手首を活かした正確で早い送球で、深く守っていても一塁で刺すことができた。また、三塁前に転がるゆるいゴロを前進して素手で掴むとそのままアンダースローで一塁へ投げ間一髪で打者走者を刺すプレーも得意とした。これは、高松商業時代に当時の慶応大学野球部の監督だった腰本寿の指導を受けたり、アメリカ遠征で当地の選手が三塁線のボテボテのゴロを素手で掴んだりするのを見て採り入れたとされる。
打撃は手首が強かったせいか、腰で打つというより手で打つ方だった。

## その他
日本に、アメリカメジャー仕込みのワンポイントリリーフ、ブロックサインを持ち込んだ最初の人といわれる。当時、大抵のチームの監督は三塁、あるいは一塁コーチャーズボックスで指揮を執っている事が多かったが、星野仙一は水原を特集した番組内で故人の思い出を語る中で「水原のオヤジだから、ああ言うブロックサインを送るポーズは絵になった」と語っている。因みに監督就任以来、背番号は「30」を背負っていた時期が長かったが、東映の監督時代最後の年は「81」、中日の監督時代最初の2年間は「68」に変更、中日の監督時代は三塁コーチは専属のコーチに一任し最後の年、「30」に再び背番号を戻し、最終試合で東映の監督時代以来、中日では初めて三塁コーチに立ったと言う。
このようにアメリカに対する理解があったことから外国の野球選手(与那嶺要)を日本に迎え入れ、これは戦後では初のことであった。現に与那嶺は当初は日本の野球関係者やファンから認められていなかったが水原が全面的に支えたことで与那嶺もプレーに集中ができ、次第に野次を飛ばしてきた人間たちからも認められるようになったという。
浪華商業高等学校で監督を歴任した中島春雄とはシベリア抑留時代に捕虜収容所で一緒になった関係で、戦後、同校の強打者だった坂崎一彦を獲得。また、坂崎の後輩・張本勲を中退させて巨人にスカウトしようとしたエピソードがあるが、張本は兄の「プロにはいつでも入れるが、高校は卒業していた方が良い」と言う説得で高校を卒業後、東映入り、その後、水原の監督就任で同一チームに在籍する事になるが、その後、更に20年余りを経て、水原の評論家時代、交換トレードで巨人に移籍している。ちなみに、張本を放出した当時の日本ハム（東映の後身）の球団代表は三原だった。三原は当時のオーナー・大社義規と共に水原時代に入団した選手を中心とした主力選手 の放出に動いていた。加えて、張本の場合は自身も移籍を希望していたという事情もあった。
米飯を食べないことで有名で、地方遠征に行くと、朝食からビールに卵黄を二つ入れてシェークして飲む。昼はそばなどを軽く食べ、夜は酒の肴をあてにひたすら酒を飲んでいた。

## 家族など
慶応大学野球部時代に女優の田中絹代と恋愛関係にあり、当時のマスコミを賑わせた。田中が水原のファンで、田中からどうしても会いたいと電話があり、初めての逢い引きでは神宮外苑で待ち合わせたという。
妻は戦前の映画に出演していた女優の松井潤子である。1935年に結婚した。

## 詳細情報

### 年度別打撃成績
| 年 度     | 球 団     | 試 合 | 打 席 | 打 数 | 得 点 | 安 打 | 二 塁 打 | 三 塁 打 | 本 塁 打 | 塁 打 | 打 点 | 盗 塁 | 盗 塁 死 | 犠 打 | 犠 飛 | 四 球 | 敬 遠 | 死 球 | 三 振 | 併 殺 打 | 打 率 | 出 塁 率 | 長 打 率 | O P S |
| --------- | --------- | ----- | ----- | ----- | ----- | ----- | -------- | -------- | -------- | ----- | ----- | ----- | -------- | ----- | ----- | ----- | ----- | ----- | ----- | -------- | ----- | -------- | -------- | ----- |
| 1936秋    | 巨人      | 16    | 66    | 62    | 3     | 14    | 2        | 0        | 0        | 16    | 7     | 1     | --       | 1     | --    | 3     | --    | 0     | 7     | --       | .226  | .262     | .258     | .520  |
| 1937春    | 巨人      | 56    | 260   | 218   | 32    | 55    | 11       | 2        | 1        | 73    | 18    | 17    | --       | 5     | --    | 33    | --    | 4     | 14    | --       | .252  | .361     | .335     | .696  |
| 1937秋    | 巨人      | 48    | 221   | 176   | 39    | 51    | 10       | 4        | 3        | 78    | 31    | 12    | --       | 5     | --    | 38    | --    | 1     | 7     | --       | .290  | .419     | .443     | .862  |
| 1938春    | 巨人      | 34    | 149   | 120   | 19    | 24    | 4        | 0        | 0        | 28    | 13    | 5     | --       | 2     | --    | 23    | --    | 4     | 6     | --       | .200  | .347     | .233     | .580  |
| 1938秋    | 巨人      | 29    | 110   | 91    | 14    | 22    | 3        | 1        | 2        | 33    | 9     | 2     | --       | 1     | --    | 18    | --    | 0     | 8     | --       | .242  | .367     | .363     | .730  |
| 1939      | 巨人      | 96    | 446   | 358   | 61    | 86    | 13       | 3        | 2        | 111   | 40    | 15    | --       | 4     | 2     | 78    | --    | 3     | 26    | --       | .240  | .380     | .310     | .690  |
| 1940      | 巨人      | 86    | 384   | 332   | 42    | 79    | 9        | 3        | 1        | 97    | 22    | 9     | --       | 6     | 1     | 43    | --    | 2     | 16    | --       | .238  | .329     | .292     | .621  |
| 1941      | 巨人      | 86    | 415   | 340   | 44    | 86    | 11       | 1        | 3        | 108   | 27    | 6     | --       | 1     | --    | 71    | --    | 3     | 13    | --       | .253  | .386     | .318     | .704  |
| 1942      | 巨人      | 65    | 298   | 258   | 32    | 58    | 10       | 2        | 0        | 72    | 16    | 2     | 3        | 2     | --    | 38    | --    | 0     | 8     | --       | .225  | .324     | .279     | .603  |
| 1950      | 巨人      | 7     | 6     | 5     | 1     | 1     | 0        | 0        | 0        | 1     | 1     | 0     | 0        | 0     | --    | 1     | --    | 0     | 1     | 0        | .200  | .333     | .200     | .533  |
| 通算：8年 | 通算：8年 | 523   | 2355  | 1960  | 287   | 476   | 73       | 16       | 12       | 617   | 184   | 69    | 3        | 27    | 3     | 346   | --    | 17    | 106   | 0        | .243  | .361     | .315     | .676  |

- 各年度の太字はリーグ最高

### 年度別投手成績
| 年 度     | 球 団     | 登 板 | 先 発 | 完 投 | 完 封 | 無 四 球 | 勝 利 | 敗 戦 | セ 丨 ブ | ホ 丨 ル ド | 勝 率 | 打 者 | 投 球 回 | 被 安 打 | 被 本 塁 打 | 与 四 球 | 敬 遠 | 与 死 球 | 奪 三 振 | 暴 投 | ボ 丨 ク | 失 点 | 自 責 点 | 防 御 率 | W H I P |
| --------- | --------- | ----- | ----- | ----- | ----- | -------- | ----- | ----- | -------- | ----------- | ----- | ----- | -------- | -------- | ----------- | -------- | ----- | -------- | -------- | ----- | -------- | ----- | -------- | -------- | ------- |
| 1938春    | 巨人      | 1     | 0     | 0     | 0     | 0        | 0     | 0     | --       | --          | ----  | 11    | 2.0      | 3        | 0           | 3        | --    | 0        | 1        | 0     | 0        | 4     | 4        | 18.00    | 3.00    |
| 1938秋    | 巨人      | 11    | 11    | 6     | 1     | 0        | 8     | 2     | --       | --          | .800  | 327   | 82.0     | 46       | 4           | 37       | --    | 2        | 44       | 0     | 0        | 25    | 16       | 1.76     | 1.01    |
| 通算：1年 | 通算：1年 | 12    | 11    | 6     | 1     | 0        | 8     | 2     | --       | --          | .800  | 338   | 84.0     | 49       | 4           | 40       | --    | 2        | 45       | 0     | 0        | 29    | 20       | 2.14     | 1.06    |

### 年度別監督成績
| 年度       | 年度       | チーム     | 背番号     | 順位       | 試合 | 勝利 | 敗戦 | 引分 | 勝率 | ゲーム差                | チーム 本塁打           | チーム 打率             | チーム 防御率           | 年齢                    |
| ---------- | ---------- | ---------- | ---------- | ---------- | ---- | ---- | ---- | ---- | ---- | ----------------------- | ----------------------- | ----------------------- | ----------------------- | ----------------------- |
| 1950年     | 昭和25年   | 巨人       | 30         | 3位        | 140  | 82   | 54   | 4    | .603 | 17.5                    | 126                     | .268                    | 2.90                    | 41歳                    |
| 1951年     | 昭和26年   | 巨人       | 30         | 1位        | 114  | 79   | 29   | 6    | .731 | ―                       | 92                      | .291                    | 2.62                    | 42歳                    |
| 1952年     | 昭和27年   | 巨人       | 30         | 1位        | 120  | 83   | 37   | 0    | .692 | ―                       | 77                      | .292                    | 2.45                    | 43歳                    |
| 1953年     | 昭和28年   | 巨人       | 30         | 1位        | 125  | 87   | 37   | 1    | .702 | ―                       | 80                      | .283                    | 2.48                    | 44歳                    |
| 1954年     | 昭和29年   | 巨人       | 30         | 2位        | 130  | 82   | 47   | 1    | .636 | 5.5                     | 88                      | .271                    | 2.38                    | 45歳                    |
| 1955年     | 昭和30年   | 巨人       | 30         | 1位        | 130  | 92   | 37   | 1    | .713 | ―                       | 84                      | .266                    | 1.75                    | 46歳                    |
| 1956年     | 昭和31年   | 巨人       | 30         | 1位        | 130  | 82   | 44   | 4    | .646 | ―                       | 100                     | .258                    | 2.08                    | 47歳                    |
| 1957年     | 昭和32年   | 巨人       | 30         | 1位        | 130  | 74   | 53   | 3    | .581 | ―                       | 93                      | .241                    | 2.39                    | 48歳                    |
| 1958年     | 昭和33年   | 巨人       | 30         | 1位        | 130  | 77   | 52   | 1    | .596 | ―                       | 101                     | .253                    | 2.37                    | 49歳                    |
| 1959年     | 昭和34年   | 巨人       | 30         | 1位        | 130  | 77   | 48   | 5    | .612 | ―                       | 117                     | .245                    | 2.54                    | 50歳                    |
| 1960年     | 昭和35年   | 巨人       | 30         | 2位        | 130  | 66   | 61   | 3    | .519 | 4.5                     | 106                     | .229                    | 3.09                    | 51歳                    |
| 1961年     | 昭和36年   | 東映       | 30         | 2位        | 140  | 83   | 52   | 5    | .611 | 2.5                     | 108                     | .264                    | 2.39                    | 52歳                    |
| 1962年     | 昭和37年   | 東映       | 30         | 1位        | 133  | 78   | 52   | 3    | .600 | ―                       | 85                      | .252                    | 2.42                    | 53歳                    |
| 1963年     | 昭和38年   | 東映       | 30         | 3位        | 150  | 76   | 71   | 3    | .517 | 10.5                    | 114                     | .236                    | 3.02                    | 54歳                    |
| 1964年     | 昭和39年   | 東映       | 30         | 3位        | 150  | 78   | 68   | 4    | .534 | 5.5                     | 100                     | .250                    | 2.95                    | 55歳                    |
| 1965年     | 昭和40年   | 東映       | 30         | 2位        | 140  | 76   | 61   | 3    | .555 | 12                      | 107                     | .240                    | 2.88                    | 56歳                    |
| 1966年     | 昭和41年   | 東映       | 30         | 3位        | 136  | 70   | 60   | 6    | .538 | 9                       | 91                      | .256                    | 2.75                    | 57歳                    |
| 1967年     | 昭和42年   | 東映       | 81         | 3位        | 134  | 65   | 65   | 4    | .500 | 10                      | 97                      | .260                    | 3.19                    | 58歳                    |
| 1969年     | 昭和44年   | 中日       | 68         | 4位        | 130  | 59   | 65   | 6    | .476 | 14                      | 145                     | .231                    | 3.11                    | 60歳                    |
| 1970年     | 昭和45年   | 中日       | 68         | 5位        | 130  | 55   | 70   | 5    | .440 | 23.5                    | 118                     | .234                    | 3.20                    | 61歳                    |
| 1971年     | 昭和46年   | 中日       | 30         | 2位        | 130  | 65   | 60   | 5    | .520 | 6.5                     | 127                     | .226                    | 2.97                    | 62歳                    |
| 通算：21年 | 通算：21年 | 通算：21年 | 通算：21年 | 通算：21年 | 2782 | 1586 | 1123 | 73   | .585 | Aクラス19回、Bクラス2回 | Aクラス19回、Bクラス2回 | Aクラス19回、Bクラス2回 | Aクラス19回、Bクラス2回 | Aクラス19回、Bクラス2回 |

※1　太字は日本一
※2　1953年から1960年、1962年、1966年から1996年までは130試合制
※3　1961年、1965年のみ140試合制
※4　1963年から1964年までは150試合制
※5　1960年、カメラマン暴行事件で謹慎したため、川上哲治が10月3日、5日が監督代行

### 表彰
- 最高殊勲選手（MVP）：1回 （1942年）
- ベストナイン：1回 （1940年）
- 野球殿堂競技者表彰（1977年）

### 背番号
- 19 （1936年 - 1942年）
- 50 （1949年）
- 30 （1950年 - 1966年、1971年）
- 81 （1967年）
- 68 （1969年 - 1970年）

### 登録名
- 水原 茂 （みずはら しげる、1936年 - 1954年、1960年 - 1971年）
- 水原 円裕 （みずはら のぶしげ、1955年 - 1959年）

## 出演番組
- 侍プロ野球（TBSテレビで放送しているプロ野球中継の現行タイトル）
- 水原茂プロ野球コーナー（TBSテレビ）
- TBSラジオエキサイトナイター（TBSラジオ）
- 水原茂の切り捨てごめん（TBSラジオ）